# Дяолоу

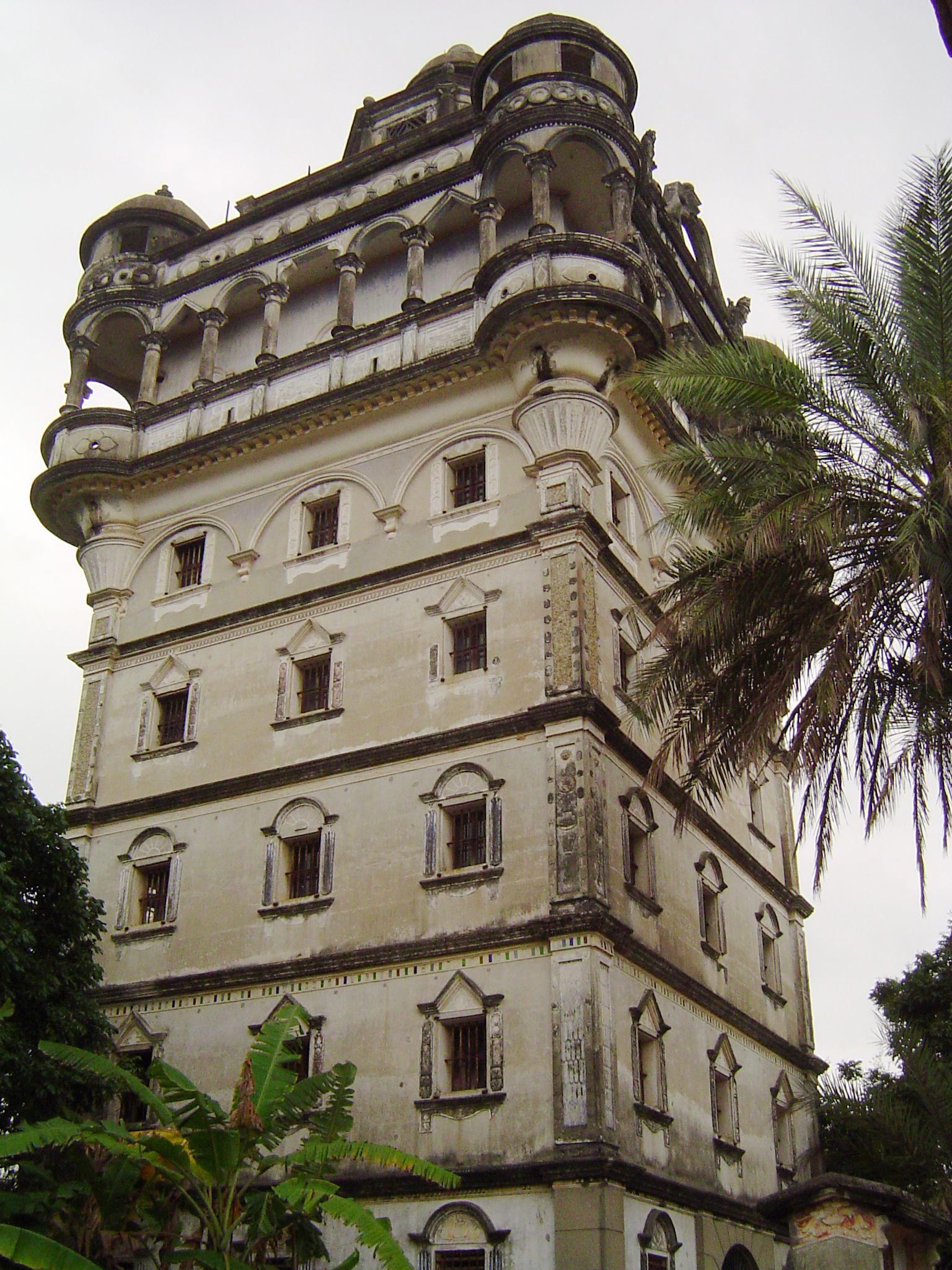
Будинок-фортеця Жуйшилоу в околицях Гуанчжоу.

Дяолоу (кит. 碉楼 diāolóu) — укріплені багатоповерхові маєтки, кількістю до 1400, характерні для повіту Кайпін у провінції Гуандун на півдні Китаю. Європейськими мовами їх часто називають «вежами» або «замками», що не цілком точно.
Найстаріші маєтки належать до часів занепаду династії Мін, коли в Південному Китаї орудували зграї розбійників. У відносно мирні часи правління династії Цін подібних споруд не будували, проте мода на них повернулася в 1920-х та 1930-х роках, коли до Китаю стали повертатися заможні представники китайської діаспори з-за океану.
Дяолоу побудовані в I-й половині XX століття на кошти американських та австралійських китайців, вони найхимернішим чином поєднують в собі національні китайські мотиви з західними, в тому числі з елементами середньовічної готики, італійського ренесансу, оттоманського стилю.
2007 року ЮНЕСКО внесла Дяолоу до списку Світової спадщини.